# فرانك جودوين
فرانك جودوين (بالإنجليزية: Frank Godwin)‏ هو فنان قصص مصورة أمريكي، ولد في 20 أكتوبر 1889 في واشنطن العاصمة في الولايات المتحدة، وتوفي في 5 أغسطس 1959.